# Bollmora
Bollmora ist eine Siedlung in der schwedischen Stockholms län und der Hauptort der Gemeinde Tyresö.
Bollmora zählt zum Tätort Stockholm, eine schwedische Bezeichnung für ein Stadtgebiet, das durch eine durchgehende Bebauung angrenzender Siedlungen gekennzeichnet ist. Im Jahr 2012 hatte Bollmora 15.603 Einwohner.

## Geschichte
Bollmora war ursprünglich ein Gutshof, um den sich bis in die 1950er Jahre ein Dorf bildete. Der rasante Aufschwung erfolgte in den 1960er Jahren, nachdem ein Gesetz (Lex Bollmora) verabschiedet worden war, das Grundstücksgesellschaften einer Gemeinde erlaubte, in einer anderen Gemeinde zu bauen. Stockholmer Firmen begannen darauf mit der Errichtung von Neubaugebieten. 1992 wurde ein überdachtes Einkaufszentrum (Tyresö Centrum) mit Bibliothek und anderen kulturellen Einrichtungen eingeweiht.